# Basílica de la Virgen de la O
Basílica de la Virgen de la O es una pequeña ermita dedicada a la Virgen de la O o de la Esperanza, situada en la plaza del mismo nombre, en el Casco Antiguo de Pamplona, junto a la muralla. En ella se venera una imagen de la Virgen del siglo XIV. Desde el 25 de junio de 2021 se la conoce también como Santuario de la Vida.

## Descripción de la actual basílica
La ermita se sitúa en la parte occidental del Casco Antiguo de Pamplona, en la plazuela de la Virgen de la O, junto a las murallas, cerca del Portal Nuevo de la Taconera. Con una superficie de 96 m², queda formada por dos cuerpos de edificación: uno sirve de zaguán y el otro es la nave del templo. El cuerpo que contiene el zaguán es una prisma con una planta de 4 x 4 m y unos 12 m de altura con una cubierta plana que deja entre ella y las paredes del prisma un espacio que ilumina el interior; en un lado del prisma se abre la puerta que da acceso a la nave; en cada uno de los otros tres lados se dispone una puerta enrejada: dos de ellas dan a la plaza, la  otra al huerto del convento de los Carmelitas.
El cuerpo de la nave, dispuesto a eje con el zaguán, tiene una planta de 8 m de ancho por 10 m de largo, y una altura de unos 5 m; la fondo de la nave se dispone un pequeño retablo barroco presidido por la imagen de la Virgen de la Esperanza, o de la O; en muro lateral, cerca del retablo, hay un Crucifijo barroco de la primera mitad del siglo XVII. En la cubierta de la nave, iluminando el retablo y el altar situado delante se dispone a modo de linterna una pirámide octogonal acristalada de unos 4 m de altura. El eje del basílica se orienta norte sur, apoyado sobre el cierre del huerto del Convento de los Carmelitas de Pamplona, que se sitúa al este de la basílica.

### Origen de la basílica y sus transformaciones
La basílica, situada en ese mismo lugar, pero con distinta forma y disposición queda documentada en 1346; ya en esa época tenía un hospital anejo (más propiamente un asilo) hacia el que consta la donación que hizo un vecino a su favor en 1300. Tanto la basílica como el hospital eran mantenidos por la Cofradía o Hermandad de Labradores del burgo de San Cernin, conocida como la cofradía de la Virgen de la O, o de Laguinobrari, «fundada en la Basílica denominada de la Expectación de Nuestra Señora». De la importancia de esta cofradía dan cuenta los ocho procesos manenidos en el Consejo Real de Navarra, en los que la cofradía aparece como demandante o demandada en relación con distintas propiedades inmobiliarias en el barrio; estos procesos se celebraron entre 1646 y 1798.

#### Barrio de la Pobla o Burullerías o Santoandía
En época medieval la zona en que se sitúa la basílica, dentro del Burgo de San Cernin, se conocía como la Pobla Nova del Mercat y también como Barrio de las Burullerías. Sin embargo pronto ese barrio fue conocido popularmente como Santoandía, precisamente por el tamaño de la imagen ("andia" en vascuence significa grande o mayor), que cuando salía en procesión era llevada en un carro. La basílica ocupaba una posición bastante central en el barrio, pues hasta mediados del siglo XVII no se construyó el actual convento de los Carmelitas y por ese lugar se extendía también el barrio. Todavía la calle que desemboca en la plaza de la Virgen de la O, junto a la basílica, recibe el nombre de Santoandia. De la popularidad y extensión de la devoción de esta imagen da muestra que, hasta 1810, se celebraba anualmente un romería hasta Arre. La actual plaza se produjo a comienzos del siglo XX, pues en el lugar que ahora ocupa existía un matadero de cerdos, eliminado cuando en 1908 se construyó un matadero municipal donde se agruparon los que antes estaban distribuidos por la ciudad; siglos anteriores en esa zona existían varis casas con sus pequeñas huertas.

#### Baluarte de Santa Engracia
En la época medieval la basílica, incluido dentro del edificio del hospital, era más pequeña que ahora. En 1906, para construir el Portal Nuevo de Pamplona, se derriba el Baluarte de Santa Engracia, levantado hacia 1530. Los restos de este baluarte, aún eran visibles en 1950 cuando se recreció esta parte de la muralla y, con ello, bajo la plaza de la Virgen de la O quedaron enterrados. Entre 1729 y 1934 por orden del obispo de Pamplona se amplió el templo a costa del espacio de la plaza; una nueva ampliación se realizó en 1770, de nuevo por indicación del obispo. En 1858 la ermita debió de cerrarse al público pues estaba debajo de una edificación ruinosa, la del hospital; tras el derribo del edificio se reconstruyó la basílica con una sola planta; todavía en 1895 se intentó una nueva ampliación que no llegó a realizarse.

### La nueva basílica
Hasta 1987 se mantuvo ese pequeño edificio que mostraba en su fachada una puerta con arco de medio punto, y una ventana ajimezada. A finales de 1986 el Ayuntamiento se planteó la reurbanización de la plaza, lo que en algún momento suponía la eliminación de la antigua basílica, situando la imagen en una hornacina; la polémica quedó servida, y finalmente se optó por el desrribo del edificio actual y la construcción de otro, que según los arquitectos Luis Peña Ganchegui y Manuel Sagastume Ruiz, redactores del proyecto,resulta «mucho más digna que la anterior y con mucha mayor importancia y significación dentro del entorno urbano». A partir de ese año la ermita fue reconstruida de nueva planta, con unas trazas y proporciones poco acordes con la plaza que la rodea.

### ¿Basílica o ermita?
Conocida desde tiempo inmemorial como Basílica de la Virgen de la O; el título de basílica no está documentado, y actualmente solo debe darse ese nombre a a las que se le conceda por la Santa Sede, sin embargo, en la Pamplona medieval se daba ese título a las de menos dignidad que la iglesia parroquial, como sucedió con esta basílica de la Virgen de la O, con la de San Martín, en la calle Calderería, y la que hubo en Jarauta dedicada a Santa Ana.

## La talla de la Virgen de la O
La imagen que preside la basílica es una escultura pétrea, gótica de la primera mitad del siglo XIV, de gran tamaño (178 cm de alto y 586 kg), en contra de lo que podría esperarse por el nombre de la imagen y de la basílica, Nuestra Señora  sostiene en el brazo izquierdo al Niño que, desnudo y cubierto por el manto de la Virgen, acerca una mano a la cara de su madre y la otra a la paloma que se posa en el cetro que tiene la virgen en la mano derecha. A pesar de llevar al Niño en brazos, la imagen muestra a la virgen grávida -como corresponde a la advocación de la Virgen de la O- con el vientre abultado y un ligero giro de las caderas. Tanto la Virgen como el Niño llevan coronas de metal, aunque en la escultura se descubren restos de unas coronas de piedra. La policromía de la imagen debe ser de 1772, momento en que se eliminaron los vestidos que la cubrían; posteriormente en 1978 se volvió a restaurar la policromía.
En 2010 se terminó una nueva restauración de la talla de la Virgen. En esta ocasión, la profesora Clara Fernández-Ladreda, especialista en imaginería medieval mariana examinó la talla y descubrió que en su parte trasera estaba sin tallar por lo que afirmó que se trata de una imagen de parteluz. También aventuraba la hipótesis sobre su procedencia del antiguo claustro de la parroquia de San Saturnino de Pamplona,  demolido durante el siglo XVIII para levantar la actual capilla de la Virgen del Camino. «En ese sentido se asimilaría a [la imagen de] la Virgen de la Puerta del Amparo del claustro catedralicio, con la que, por otro lado, se la relaciona estilísticamente, aunque no se las considera de la misma mano.»

## Galería de imágenes
|                                                                    |
| La basílica desde la plaza, al fondo el Convento de los Carmelitas |

|                                                                          |
| Zaguán con proporciones de torre que da acceso a la nave de la basílica. |

|                                                            |
| Retablo barroco con la imagen titular al fondo de la nave. |

|                                                                       |
| Pirámide acristalada que proporciona iluminación natural a la imagen. |

|                              |
| Imagen de la Virgen de la O. |

|                      |
| Detalle de la imagen |

| |
| Recreación de la Plaza de la Virgen de la O, en ella se refleja la antigua basíslica de la Virgen antes de sustituirla por la actual |

|                                                                            |
| Rótulos de las calles en la esquina de la plaza más cercana a la basílica. |